# Otter (ソフトウェア)
Otterは、ソフトウェア会社Inedoによって設計されたインフラストラクチャ自動化ツールである。 Windowsをサポートするために特別に設計されたOtterはInfrastructure as Codeを利用し、インフラストラクチャとコンフィギュレーションをモデル化する 。
Otterは、コマンドプロンプトにログインせずに、サーバーを自動的にプロビジョニングおよび構成する 。

## コンセプト
Otterのキーとなるコンセプトは2つある 。
- 構成の自動化-Otterを使用することで、ユーザーはサーバー、ロール、および環境の構成のモデル化が可能であり、ドリフトを監視し、変更をスケジュールし、サーバー間の一貫性を確保できる。
- オーケストレーションの自動化-Otterは、クラウドサーバーの起動、コンテナーの構築、パッケージのデプロイ、パッチサーバー、またはその他のマルチサーバー/サービスの自動化が可能である。

Otterではドリフトモニタリング機能も利用できる。サーバー構成のドリフトを継続的に監視し、ドリフトを自動的に修正し、ドリフトが発生したときに通知の送信が可能である 。

## 主な機能
Otterは、直感的なドラッグアンドドロップエディタを使用して複雑な構成とオーケストレーションを作成し、必要に応じてコード/テキストモードの切り替えを実現するために設計された視覚的なWebベースのユーザーインターフェイスを備えている。  Otterは、UIを介してDevOpsプラクティスを実現することを目的としており、組織のサーバーインフラストラクチャ（ローカル、仮想、クラウド構築）の構成状態を可視化する  。OtterはWindowsをサポートしており、SSHベースのエージェントを介してLinuxベースのオペレーティングシステムもサポートしている 。
Otterは、サーバーの構成変更を監視し、構成に問題が生じた時に通知をおこなう  。Otterは、エージェントとエージェントレスの両方のWindowsサーバーをサポートしている 。
バージョン1.5以降、OtterはAtlassianJiraおよびGitと統合されている。この機能は、拡張機能によって有効化ができる。

### パワーシェル
Otterの重要な機能は、 WindowsPowerShellの統合である。この機能は、「ファーストクラス」のWindowsサポートで設計されたツールとして、既存のスクリプトとWindowsPowerShellコミュニティによって作成されたスクリプトをユーザーが活用できるようにする。